# Stina Nordenstam
Kristina Marianne „Stina“ Nordenstam (* 4. März 1969 in Stockholm) ist eine schwedische Sängerin und Songwriterin.

## Karriere
Musikkritiker vergleichen Nordenstams Stimme mit denen von Rickie Lee Jones und Björk. Ihre Alben Memories of a Colour und And She Closed Her Eyes sind vom Jazz mit Elementen von Alternative Rock beeinflusst. Das Lied Little Star ihres Albums And She Closed Her Eyes wurde im Film Romeo and Juliet (Regisseur: Baz Luhrmann) verwendet. 
Mit ihrem Album Dynamite beschritt sie 1997 einen dunkleren und experimentelleren Weg. Es ist überwiegend mit verzerrten elektrischen Gitarren und ungewöhnlichen Beats produziert. 1998 veröffentlichte Nordenstam ihr Album People Are Strange, auf dem sie auch Songs von Musikern wie beispielsweise Prince neu interpretiert.
2001 erschien ihr Album This Is Stina Nordenstam, auf dem der Suede-Sänger Brett Anderson in zwei Stücken als Gastsänger zu hören ist. Ihr Album The World Is Saved (2004) ist erneut von Jazz-Einflüssen dominiert.
Nordenstam gilt als öffentlichkeitsscheu, gibt nur wenige Interviews und tritt selten live auf. Für ihre Album-Cover und Magazin-Fotos ändert sie sogar durch Perücken und Make-up ihr Aussehen. Während ihrer Musikpromotion für The World Is Saved gab sie deutlich mehr Interviews als üblich und erwog sogar die Möglichkeit zukünftiger Live-Auftritte. Abgesehen von der Musik ist Nordenstam auch als Fotografin und als Regisseurin von Musikvideos tätig.

## Diskografie

### Alben
| Jahr | Titel                    | Höchstplatzierung, Gesamtwochen, AuszeichnungChartsChartplatzierungen (Jahr, Titel, Platzierungen, Wochen, Auszeichnungen, Anmerkungen) | Anmerkungen |
| Jahr | Titel                    | SE | Anmerkungen |
| ---- | ------------------------ | --- | ----------- |
| 1991 | Memories of a Color      | SE27 (3 Wo.)SE |             |
| 1994 | And She Closed Her Eyes  | SE5 (6 Wo.)SE |             |
| 1996 | Dynamite                 | SE17 (7 Wo.)SE |             |
| 2001 | This Is Stina Nordenstam | SE26 (7 Wo.)SE |             |
| 2004 | The World Is Saved       | SE5 (9 Wo.)SE |             |

Weitere Alben
- 1998: People Are Strange

### EPs
- 1996: The Photographer’s Wife

### Kooperationen
- 1997: Ask the Mountains mit Vangelis
- 1997: To the Sea mit Yello
- 2000: Her Voice Is Beyond Her Years mit Mew
- 2000: Soundtrack zu Aberdeen mit Zbigniew Preisner
- 2006: Wonderful World mit Nine Horses
- 2006: Into the Wasteland mit Filur
- 2007: Birds Sing for Their Lives mit Nine Horses
- 2011: Vietnam mit Crystal Castles

### Singles
| Jahr | Titel Album                              | Höchstplatzierung, Gesamtwochen, AuszeichnungChartsChartplatzierungen (Jahr, Titel, Album, Platzierungen, Wochen, Auszeichnungen, Anmerkungen) | Anmerkungen |
| Jahr | Titel Album                              | SE | Anmerkungen |
| ---- | ---------------------------------------- | --- | ----------- |
| 2004 | Get On With Your Life The World Is Saved | SE35 (1 Wo.)SE |             |

### Gastbeiträge
| Jahr | Titel Album                | Höchstplatzierung, Gesamtwochen, AuszeichnungChartplatzierungen (Jahr, Titel, Album, Platzierungen, Wochen, Auszeichnungen, Anmerkungen) | Höchstplatzierung, Gesamtwochen, AuszeichnungChartplatzierungen (Jahr, Titel, Album, Platzierungen, Wochen, Auszeichnungen, Anmerkungen) | Anmerkungen                  |
| Jahr | Titel Album                | DE | SE | Anmerkungen                  |
| ---- | -------------------------- | --- | --- | ---------------------------- |
| 1997 | To The Sea Pocket Universe | DE83 (1 Wo.)DE | SE48 (1 Wo.)SE | Yello feat. Stina Nordenstam |